# Platte (rivière)
Pour les articles homonymes, voir Platte.
La rivière Platte, affluent de la rivière Missouri, mesure environ 500 km de long et est localisée dans l'Ouest des États-Unis. C'est l'un des plus grands affluents du Missouri. Elle s'écoule dans le centre des Grandes Plaines, au Nebraska, à l'est des montagnes Rocheuses du Colorado et du Wyoming. Bien que n'étant pas navigable, la rivière joue un rôle historique important dans la conquête de l'Ouest en permettant le tracé de plusieurs routes.
Initialement appelée Nébraska par les Otoe, puis par les trappeurs français, elle a donné son nom à l'État du Nebraska.

## Géographie
La rivière Platte commence dans le Nebraska occidental, au confluent des North Platte et South Platte, à l'est de la ville de North Platte. La rivière forme un grand arc dirigé d'abord vers le sud-est puis vers le nord-est, en passant par les villes de Gothenburg, Cozad, Kearney et Grand Island. La rivière Loup se jette alors dans la Platte au sud-est de Columbus. Celle-ci se dirige ensuite vers l'est en passant par North Bend et Fremont, puis vers le sud en passant au sud d'Omaha pour se jeter dans le Missouri 5 kilomètres au nord de Plattsmouth. Si on ajoute la longueur de la North Platte, celle de la Platte est supérieure à 1 400 kilomètres et son bassin représente une superficie de 230 000 km2.

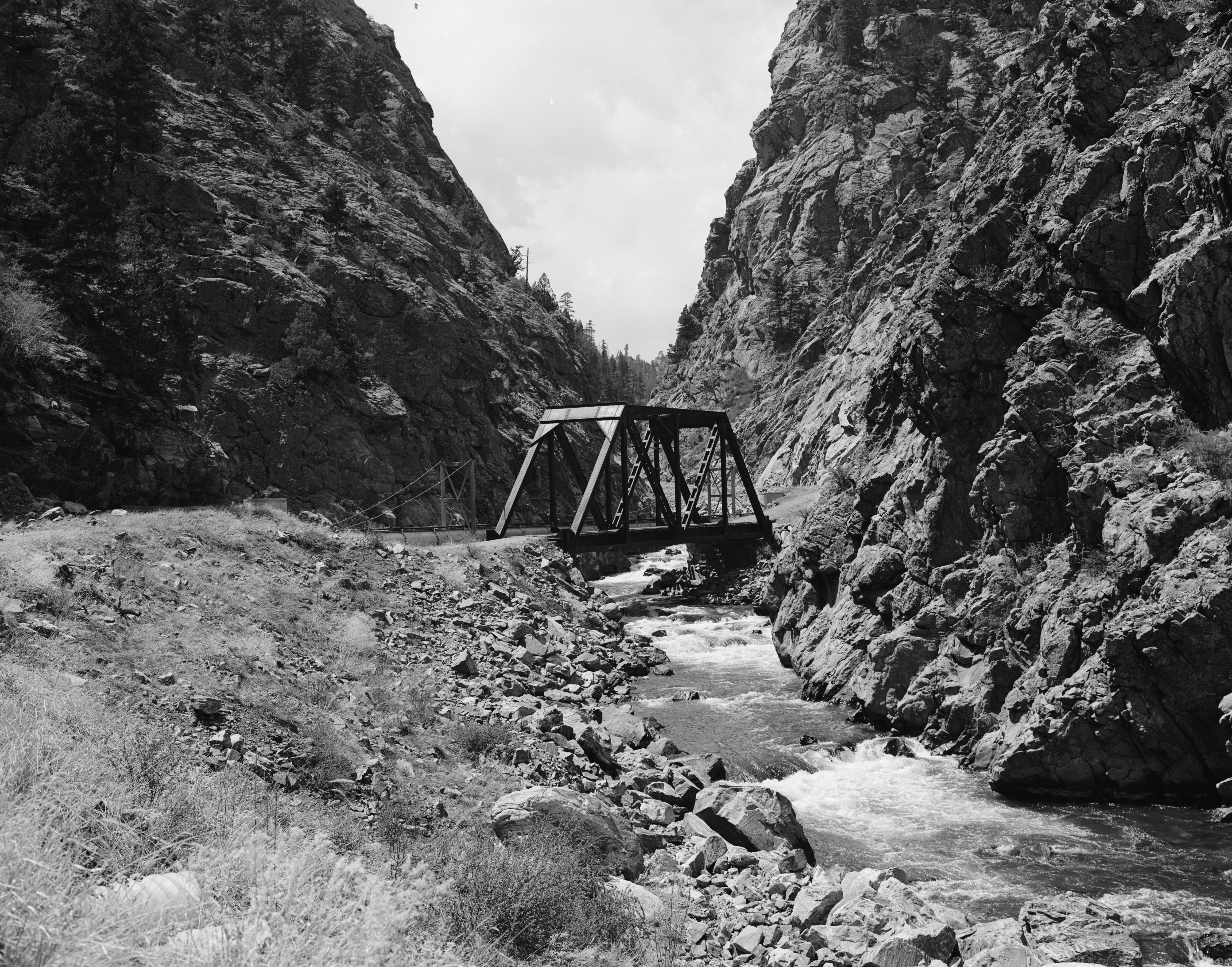
Un pont sur la Platte dans le Colorado en 1978.

La Platte peut être divisée en trois tronçons principaux : le premier court des montagnes Rocheuses jusqu'à la ville de North Platte, Nebraska ; le deuxième s'étend de cette agglomération jusqu'à Columbus, Nebraska ; le troisième va de Columbus jusqu'à la rivière Missouri. Bénéficiant de la fonte des glaces dans les montagnes Rocheuses, la Platte traverse donc ensuite les plaines du Nebraska, où elle est utilisée pour irriguer les terres agricoles. Malgré ces prélèvements, son débit est relativement stable sur une année, d'une part grâce à plusieurs retenues d'eau, d'autre part du fait de ses nombreux petits affluents tels que la rivière Loup, l'Elkhorn ou Salt Creek.
Parce qu'elle draine une des zones les plus arides de la région des Grandes Plaines, la Platte a un débit nettement plus faible que les autres fleuves de longueur comparable d'Amérique du Nord. Ses berges et son lit forment ainsi comme une oasis de verdure dans cette région semi-aride. Ceci explique que dans sa partie centrale, la Platte soit une halte importante pour les oiseaux d'eau migrateurs, tels que la grue blanche et la grue du Canada.
En dépit des barrages et des affluents, le débit de la rivière Platte a nettement chuté depuis les années 1940. Outre l'irrigation agricole, il faut prendre en compte le détournement des eaux pour approvisionner la population croissante de l'État voisin du Colorado, détournement que ne peuvent compenser les eaux souterraines.

## Principaux affluents
- North Platte
- South Platte
- Loup
- Elkhorn

## Débit
Le débit de la rivière a été mesuré de façon continue depuis 1953 à Louisville dans le Nebraska, à proximité de son embouchure. La rivière y draine une surface de 221 000 km2. Son débit moyen y est de 198 m3/s. On en déduit que la tranche d'eau écoulée annuellement dans son bassin est de seulement 28 mm, valeur faible liée à l'aridité de la zone drainée et à la faiblesse des pentes moyennes. La rivière connait un maximum de son débit au mois de juin et un minimum au mois d'août. Le débit record est de 4 530 m3/s (valeur mesurée le 25 juillet 1993).

## Histoire
Le premier Européen à avoir reconnu l'embouchure de la rivière Platte est l'explorateur français Étienne de Veniard, sieur de Bourgmont, en 1714. Il nomma la rivière Nebraskier, un mot otoe signifiant « eau plate ». Le mot Plate passa ensuite dans la langue anglaise par l'intermédiaire des trappeurs français pour désigner la rivière et devint Platte.
La rivière Platte se trouvait dans une zone des Grandes Plaines qui était à la fois revendiquée par les Espagnols et les Français. Joseph Narajo, un explorateur noir, parvint aussi jusqu'à la Platte et servit ensuite de guide à l'expédition Villasur dont le but premier était de stopper l'expansion française en Amérique du Nord. Ce fut le point le plus septentrional atteint par les explorateurs espagnols dans les plaines centrales.
Après la vente de la Louisiane aux États-Unis par Napoléon, la Platte fut explorée et cartographiée par le major Stephen Harriman Long en 1820. Au XIXe siècle, la vallée de la Platte fut ensuite utilisée par les trappeurs et elle joua un grand rôle dans l'expansion américaine vers l'Ouest. Elle fournissait de l'eau fraiche, du gibier, et un itinéraire facile à suivre aux migrants vers l'ouest. La piste de l'Oregon et la piste des Mormons longeaient notamment les rives de la rivière Platte. Dans les années 1860, la Platte et son tributaire la North Platte fournirent le tracé du Pony Express puis à la première ligne de chemin de fer transcontinentale.
Plus tard au XXe siècle, les vallées de la Platte et de la North Platte furent empruntées par la route transcontinentale Lincoln Highway puis l'autoroute Interstate 80.

## Littérature
La rivière Platte a donné son nom à un recueil de nouvelles de Rick Bass: Platte River (1994 pour l'édition américaine). C'est la troisième et dernière nouvelle qui donne son titre au recueil, l'histoire d'Harley, un ancien joueur de football américain que quitte régulièrement sa femme et qui va pêcher, une nuit, le saumon dans la rivière Platte.
Voir aussi La Chambre aux Echos de Richard Powers dont la localisation à Kearney permet d'appréhender les enjeux économico-environnementaux du prélèvement des eaux sur la faune avicole. Magnifiques descriptions sur la migration des grues.

## Cinéma
Le film Sur la piste de la grande caravane (The Hallelujah Trail) de John Sturges situe son action dans le Colorado le long de la Platte River sud.

## Télévision
Certains épisodes du feuilleton télévisé Colorado se déroulent le long de la Platte River.